# آغزی‌کارا (شهود)
آغزی‌کارا (به ترکی استانبولی: Ağzıkara) یک منطقهٔ مسکونی در ترکیه است که در شهود (شهر) واقع شده‌است.